# SSG 82
El SSG 82 (acrónimo de Scharfschützengewehr 82, fusil de tirador de precisión en alemán) es un fusil de francotirador calibrado para el cartucho soviético 5,45 x 39 y producido en Alemania Oriental al final de la Guerra Fría para las unidades especiales de la Volkspolizei.
Se sabe bastante poco sobre este fusil y muy pocos ejemplares fueron importados a occidente, con la empresa Century International Arms habiendo importado unos 600 a fines del siglo 20. Lo que si sabe es que se produjeron 2.000 fusiles SSG 82.
En realidad el SSG 82 fue diseñado específicamente para servicio con la Stasi, para detener la importación de fusiles de francotirador policiales de países miembros de la OTAN y fusiles de francotirador militares de países del Pacto de Varsovia.

## Historia
El desarrollo del SSG 82 se hizo bajo la supervisión de Erich Mielke.
Cuando el cuartel general de la Stasi fue ocupado por activistas, se encontraron 10 SSG 82 y fueron heredados por Alemania Occidental antes de ser vendidos a coleccionistas de armas.

## Detalles de diseño

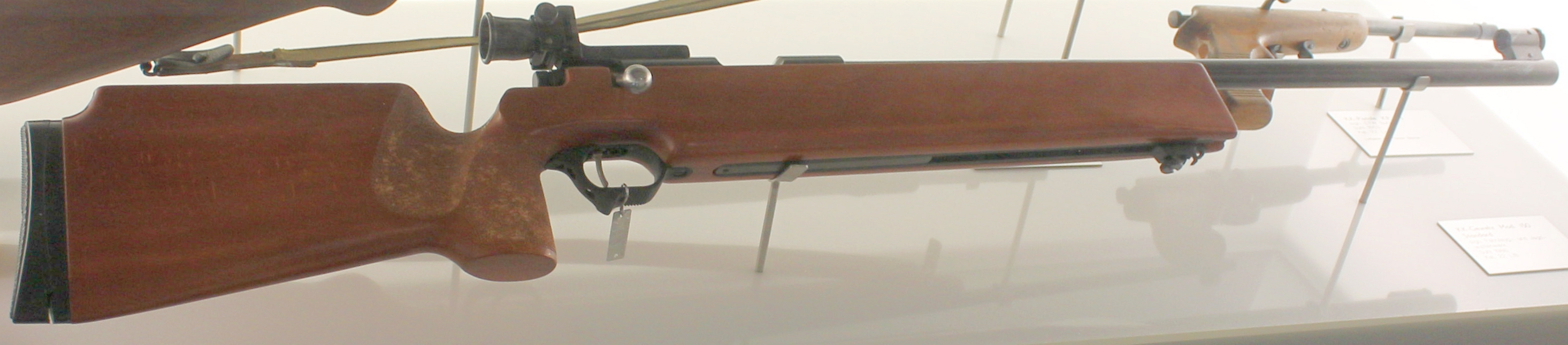
El Kleinkaliber-Standardgewehr 150 (Fusil estándar de pequeño calibre 150) del Museo de armas de Suhl.

El Scharfschützengewehr 82 estaba basado en el fusil de tiro deportivo Kleinkalibergewehr Modell 150 Standard de calibre 5,6 mm. De ahí su parecido con un fusil de tiro deportivo.
Se planificó instalarle un silenciador y una mira telescópica nocturna al SSG 82, pero el proyecto se canceló.

### Cajón de mecanismos
El núcleo del SSG 82 es un cajón de mecanismos hecho de acero forjado en frío y un cañón flotante.
El cerrojo tiene cuatro tetones de acerrojado y precisa una rotación de 60° para cargar/recargar el fusil.
El seguro es de tipo deslizante, siendo accionado al empujar el pequeño botón dentro del disco ubicado en el lado derecho, encima del gatillo. El mecanismo del gatillo con recorrido de dos etapas es ajustable, con una presión de 3 a 4 N. El cargador extraíble recto es monohilera para incrementar la fiabilidad, además de posicionar con precisión el cartucho en la recámara. El retén del cargador está situado detrás del brocal del cargador.

### Culata
La culata de madera del SSG 82 se parece a la del Fusil estándar de pequeño calibre 150, con una carrillera elevada y una empuñadura tipo pistola. La cantonera es ajustable en altura y longitud, añadiendo o retirando extensiones.  

### Mira telescópica
El fusil no tiene alza ni punto de mira, pero está equipado con una mira telescópica de 4x32 aumentos ("Ziel4/S" 4x32, con retícula 1) con soportes de montaje hechos por VEB Zeiss Jena que tienen el número de serie del fusil, los cuales se montan mediante una base de fijación rápida con uña Suhl. Esta era un modelo básico de la serie de miras telescópicas VEB Zeiss Jena, estando disponibles variantes de 6x36, 6x42M y 8x56M aumentos, además de las variantes con aumentos variables de 1.5–6x39, 1.5–6x42M y 3–12x56M. Los modelos de miras telescópicas Zeiss Jena sin aumentos variables solo tenían perillas de elevación y enfoque, por lo que a falta de una perilla de acimut, eran ajustadas por el armero al momento de su instalación y cada fusil tenía sus propios ajustes en acimut.   

## Precisión
Las fuentes en línea ofrecen distintos datos sobre la precisión del fusil, aunque la calidad de los cartuchos empleados es mencionada con frecuencia como un factor muy importante para obtener una buena precisión.
Los informes sobre la precisión del fusil varían desde agrupaciones de 5 disparos hasta agrupaciones de 3 disparos en 100 mm.[cita requerida]

## Usuarios
- Alemania Oriental: El SSG 82 fue empleado por el Departamento XXII, la unidad antiterrorista de la Stasi. También fueron equipados con este fusil los guardaespaldas y fuerzas del Ministerio del Interior, así como las unidades especiales de la Policía antidisturbios. Estas unidades tenían un entrenamiento operativo-táctico de alto nivel y estaban destinadas a prevenir o combatir ataques terroristas y tomas de rehenes en el territorio de Alemania Oriental.[7][4][5]

### Entidades no estatales
- Ejército de Liberación de Zgharta (ELZ): Una cantidad desconocida de fusiles SSG 82 habrían sido empleados por la milicia cristiana libanesa ELZ durante la guerra civil libanesa en la década de 1980. Los fusiles probablemente fueron obtenidos a través de Siria.